# Памятник архитектуры
Па́мятник архитекту́ры (градострои́тельства) — недвижимый примечательный объект материального и духовного творчества, который имеет национальное или международное значение.
Термином «памятник архитектуры» нередко обозначают значимые архитектурные ансамбли, отдельные строения и фрагменты интерьера и экстерьера архитектурных сооружений.

## Памятники архитектуры и зодчества
К памятникам архитектуры и зодчества могут относиться объекты охраняемые государственными законами о памятниках и зарегистрированные в государственных и международных актах среди которых наиболее значительным, авторитетным и международно признанным является список Всемирного наследия.
Среди наиболее известных памятников архитектуры, которые имеют всемирное историческое и культурное значение и включены в список Всемирного наследия находятся такие архитектурные ансамбли, как Версальский дворец и парк, Дворцовая площадь и Зимний дворец в Санкт-Петербурге, Собор и площадь Святого Петра в Риме, Киево-Печерская лавра, Площадь Святого Марка и ансамбль города Венеции, Статуя Свободы и многие другие памятники.
Общее количество включённых в список список Всемирного наследия ЮНЕСКО памятников архитектуры мирового значения насчитывает более тысячи объектов в разных станах мира.
К памятникам архитектуры могут быть отнесены:
- Отдельные постройки, здания и сооружения;
- Архитектурные ансамбли и комплексы;
- Городские центры;
- Кварталы;
- Улицы;
- Площади;
- Сооружения гражданской, промышленной, военной, культовой архитектуры;
- Сооружения народного зодчество и связанные с ним произведения монументального, изобразительного, декоративно-прикладного искусства.

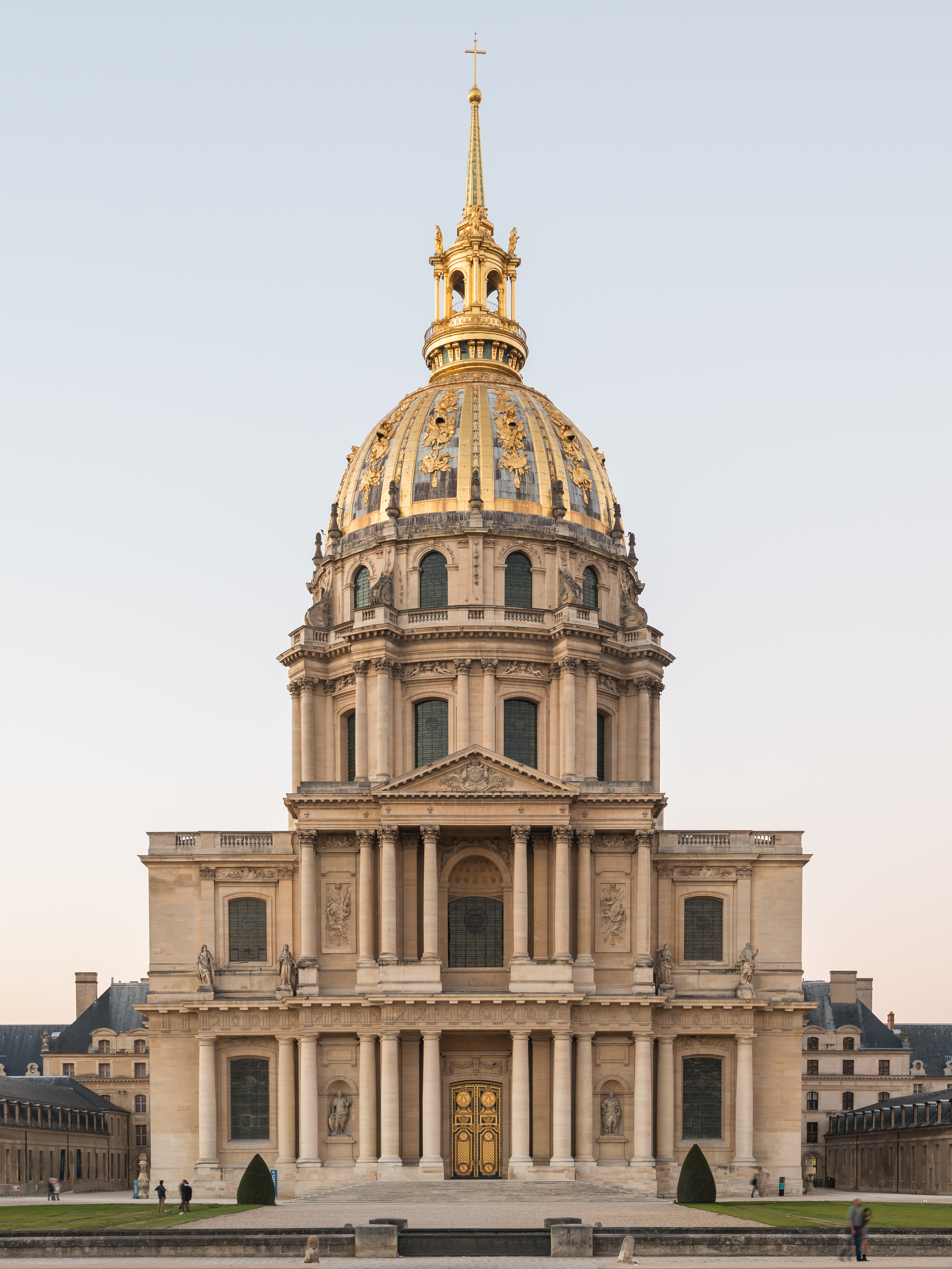
Собор Дома инвалидов в Париже, Франция
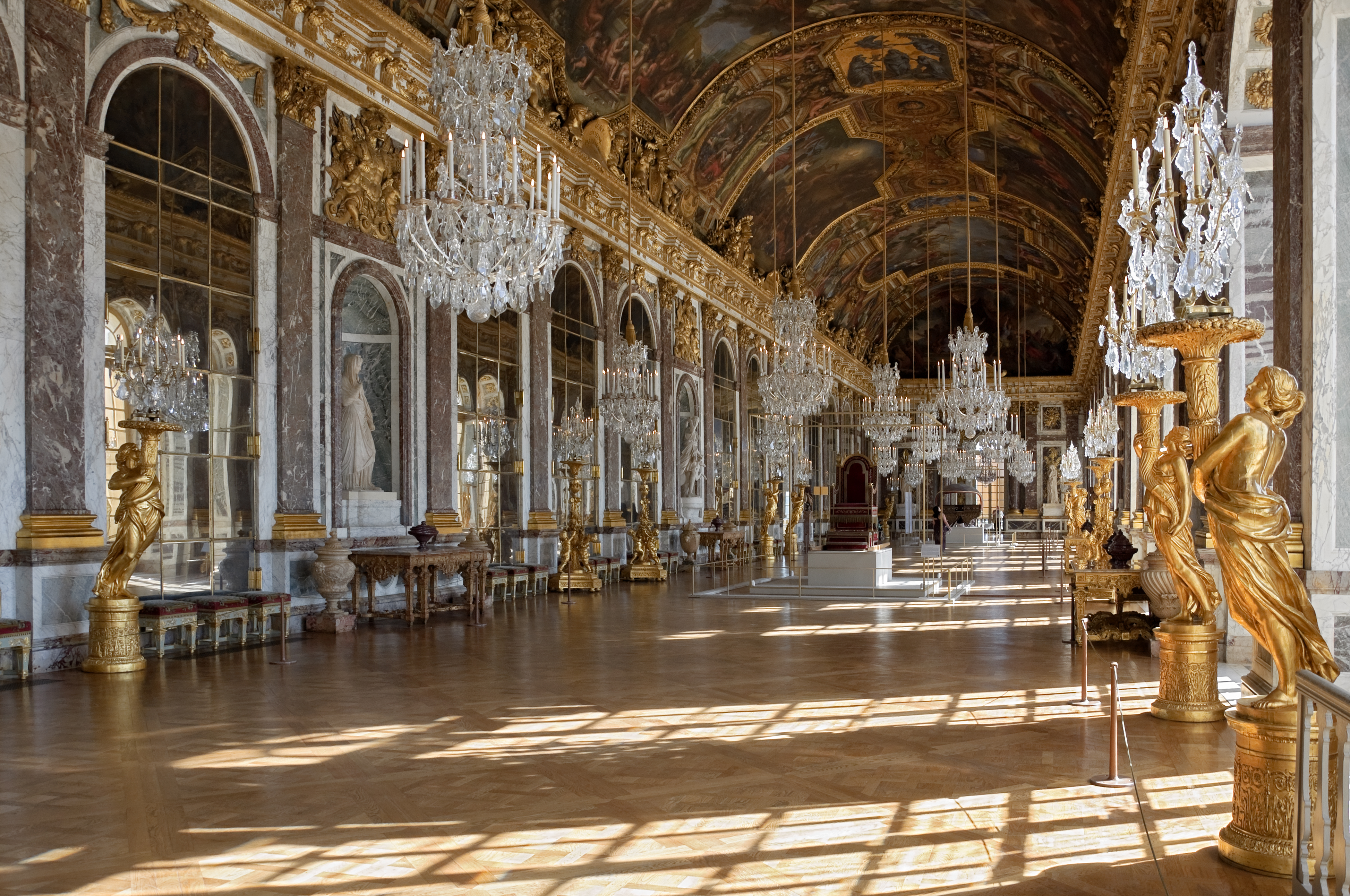
Зеркальная галерея Версальского дворца, Франция
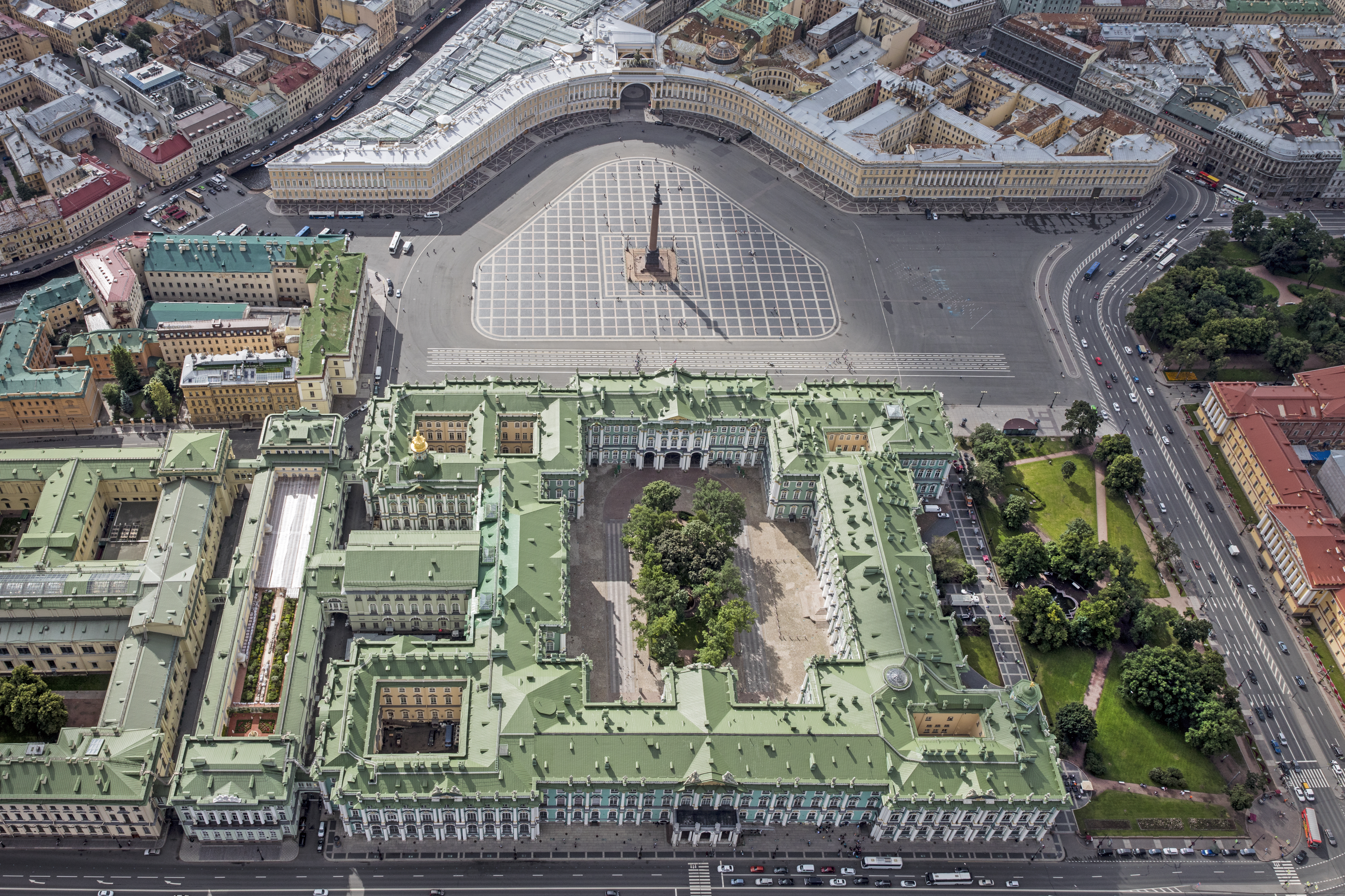
Вид на Зимний дворец и Дворцовую площадь с высоты, Россия
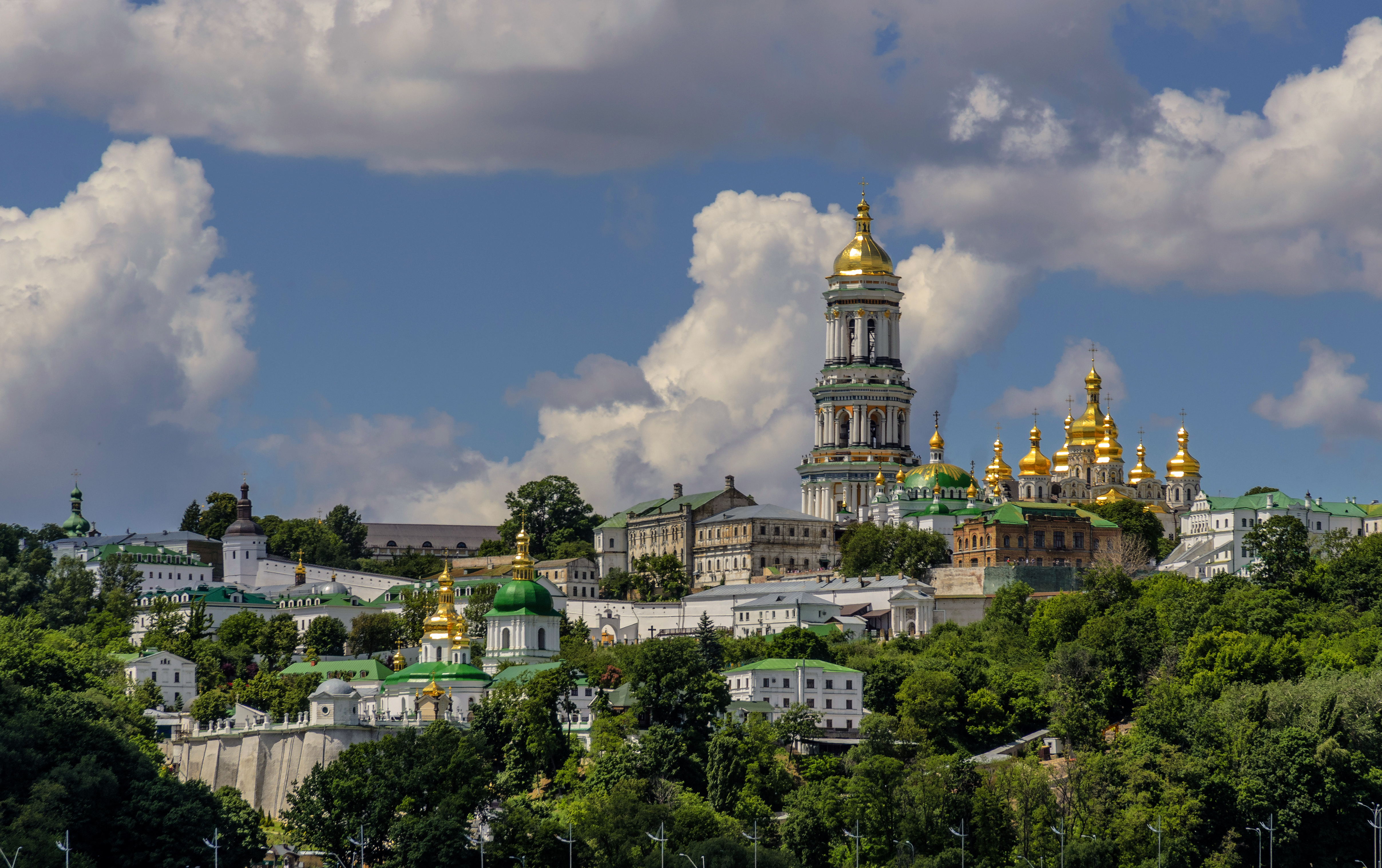
Киево-Печерская лавра, Украина
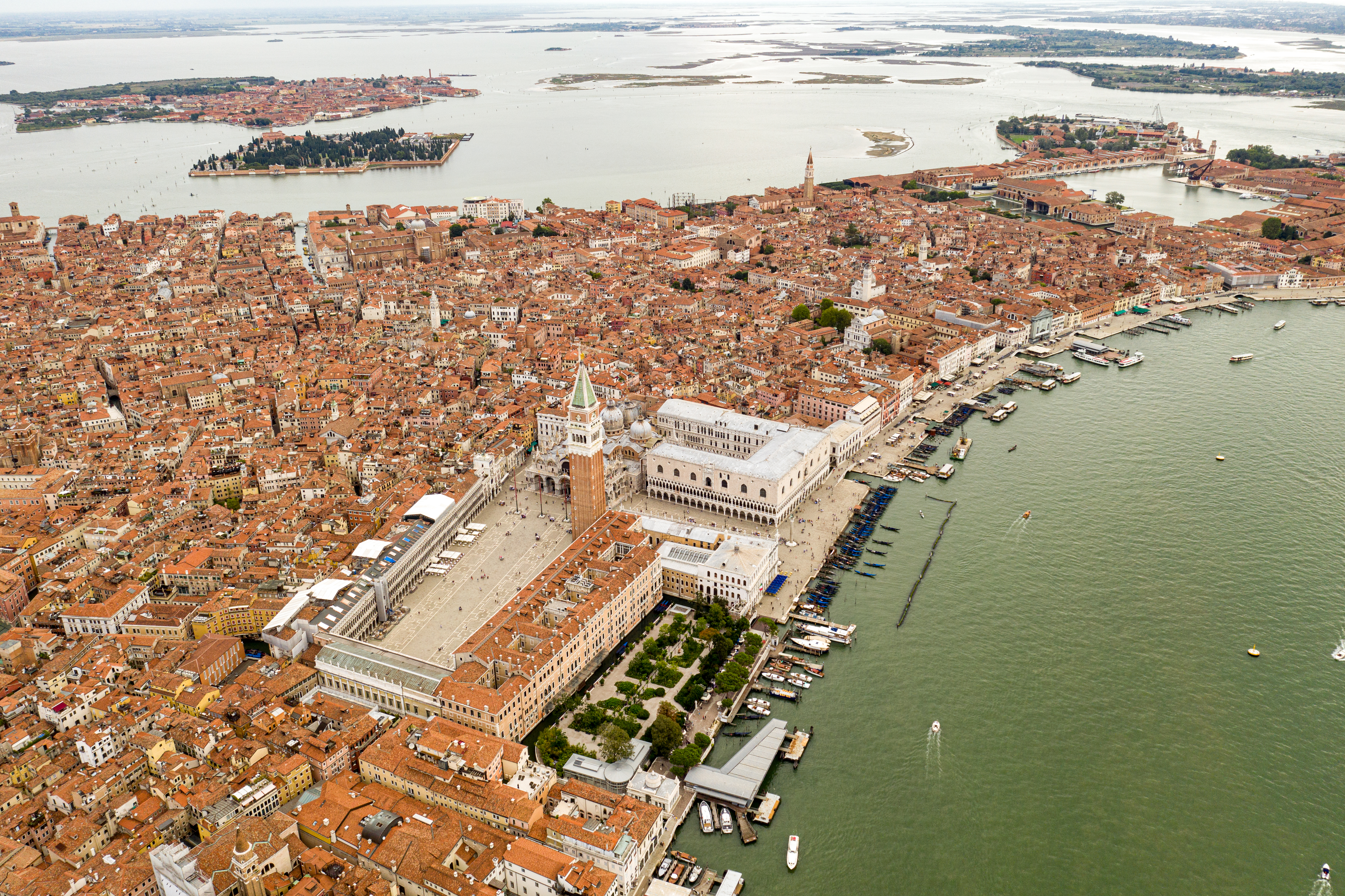
Площадь Святого Марка в Венеции, Италия
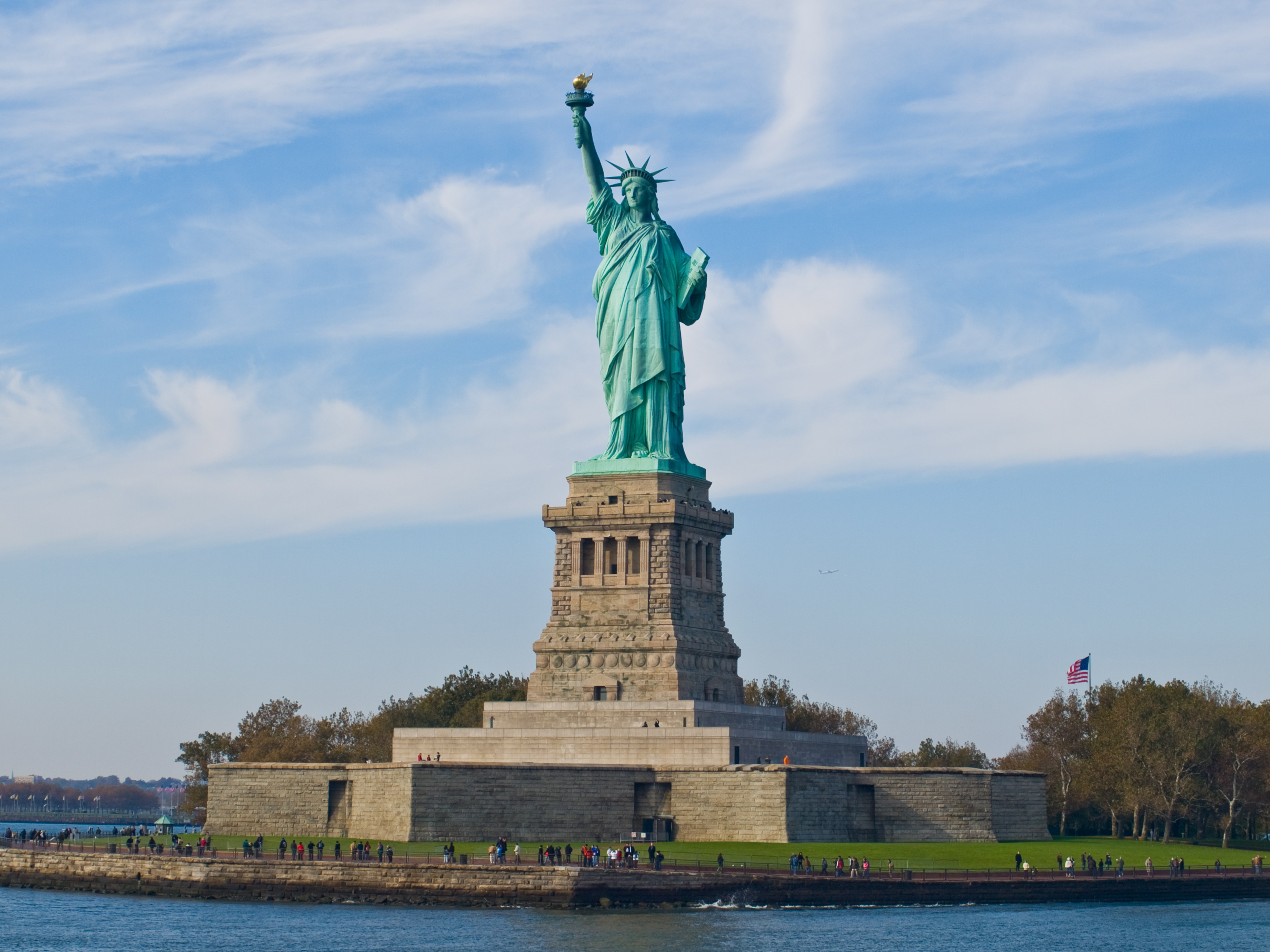
Статуя Свободы, США

## Сохранившиеся фрагменты древней планировки и застройки поселений
Наиболее известными и изученными из сохранившихся фрагментов древней планировки и застройки поселений являются сохранившиеся до наших дней остатки строений Римского форума, который был центром политической, религиозной и экономической жизни Рима. К наиболее значимым объектам древней планировки и застройки поселений также относятся руины Пальмиры, расположенные в одном из оазисов Сирийской пустыни, а также руины и раскопки римских городов Помпеи, Геркуланума, Оплонтиса и Стабии и многие другие фрагменты древней планировки и застройки поселений древнего мира.
Особое значение, как памятник архитектуры, истории и культуры имеет комплекс пирамид в Гизе — комплекс древних памятников на плато Гиза в пригороде Каира, столицы Египта. Пирамиды Гизы — один из самых известных всемирно признанных шедевров архитектуры.

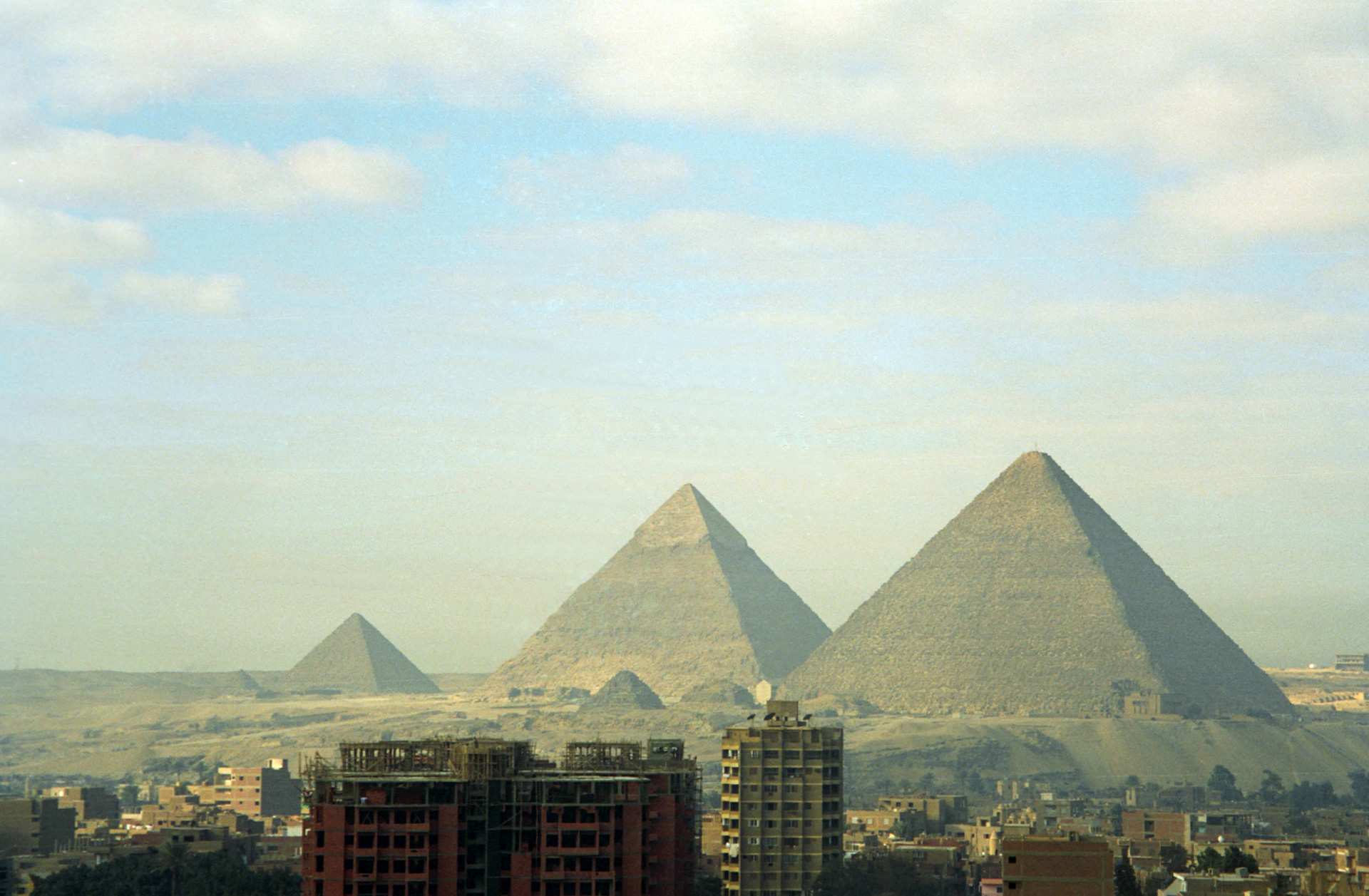
Пирамиды Гизы, Египет.
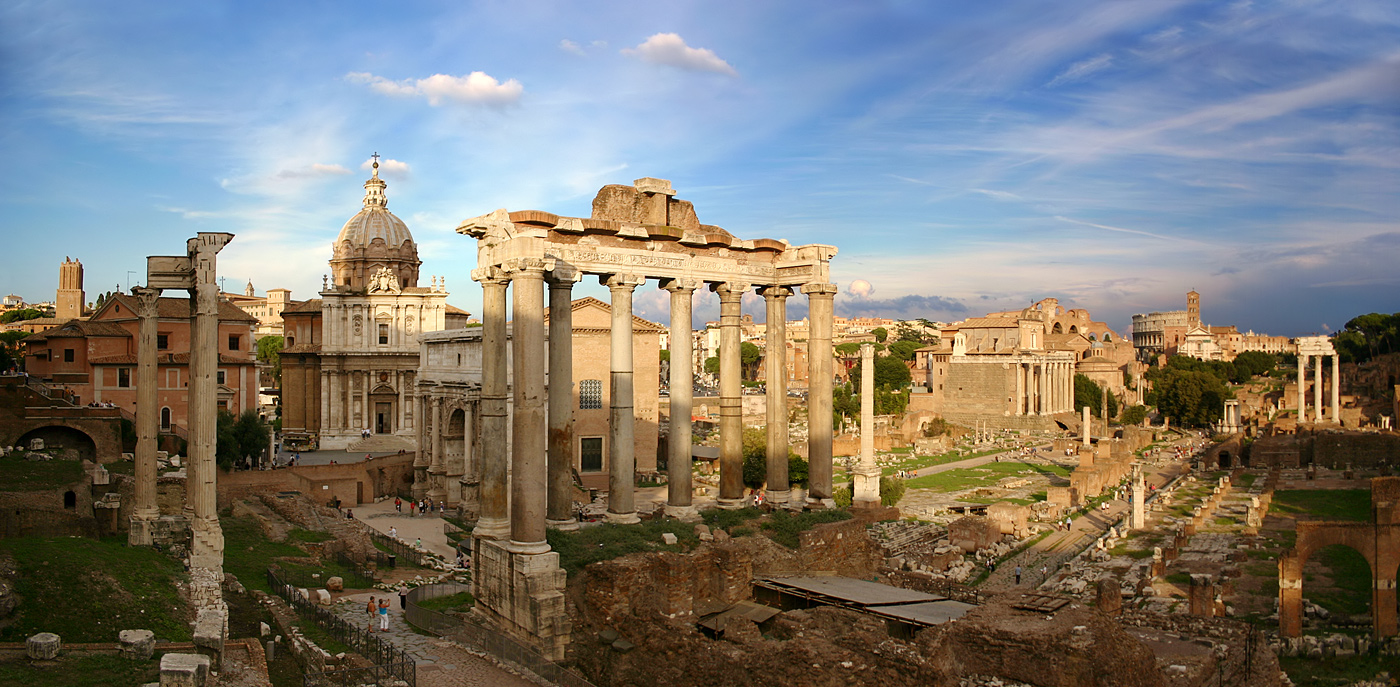
Римский форум: колонны храма Сатурна и триумфальная арка Септимия Севера.
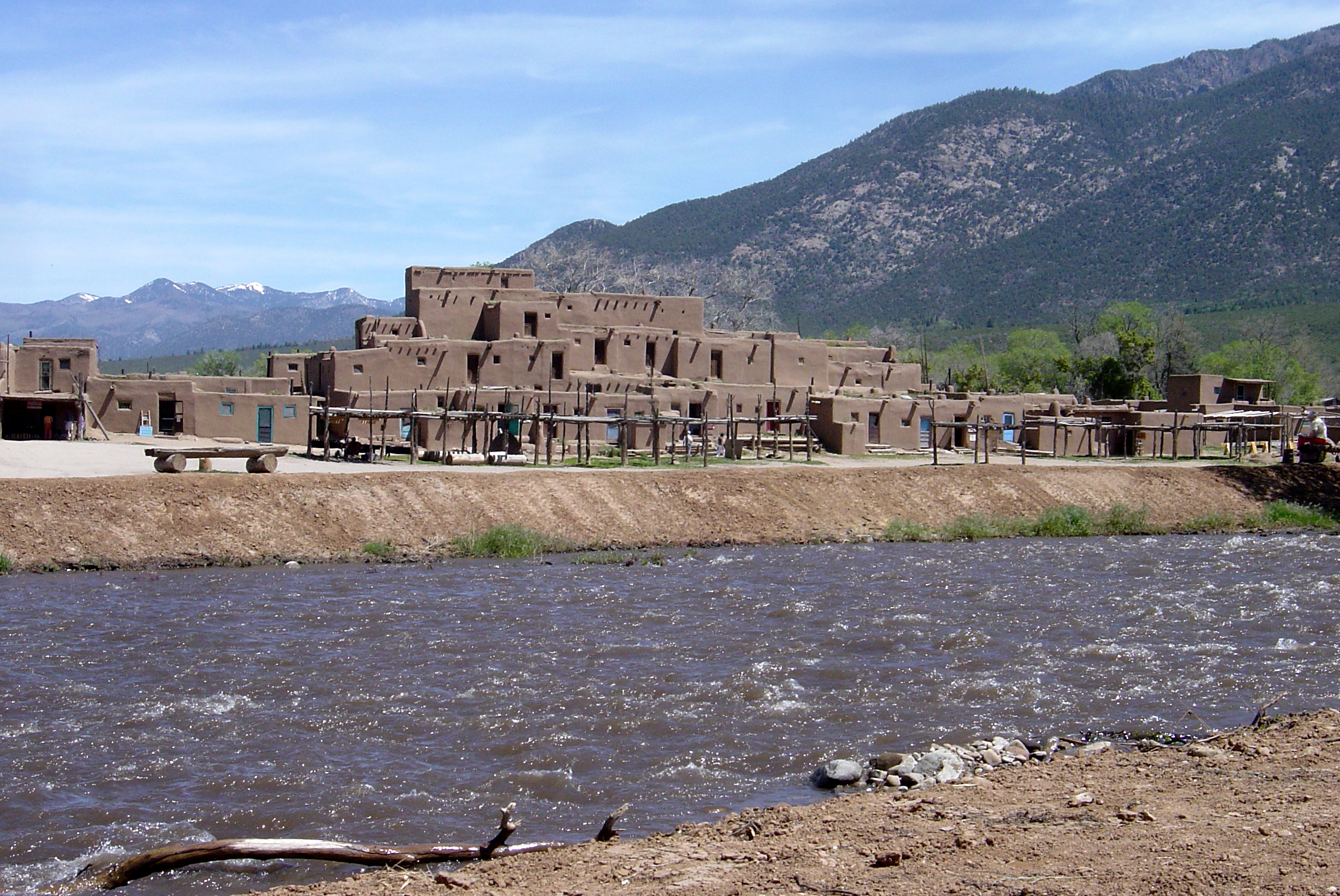
Индейское поселение Таос-Пуэбло в городе Таос, США.

## Природные ландшафты и садово-парковое искусство
К наиболее известным памятникам природных ландшафтов и садово-паркового искусства относятся дворцово-парковый ансамбль Версальского дворца и парков, В России находятся ряд объектов садово-паркового искусства мирового значения, такие, как Летний сад и дворцово-парковый ансамбль «Петергоф», который имеет одну из крупнейших в мире фонтанных систем — 147 действующих фонтанов.
Петергоф вместе с рядом других памятников Санкт-Петербурга образует единый комплексный объект всемирного наследия ЮНЕСКО.

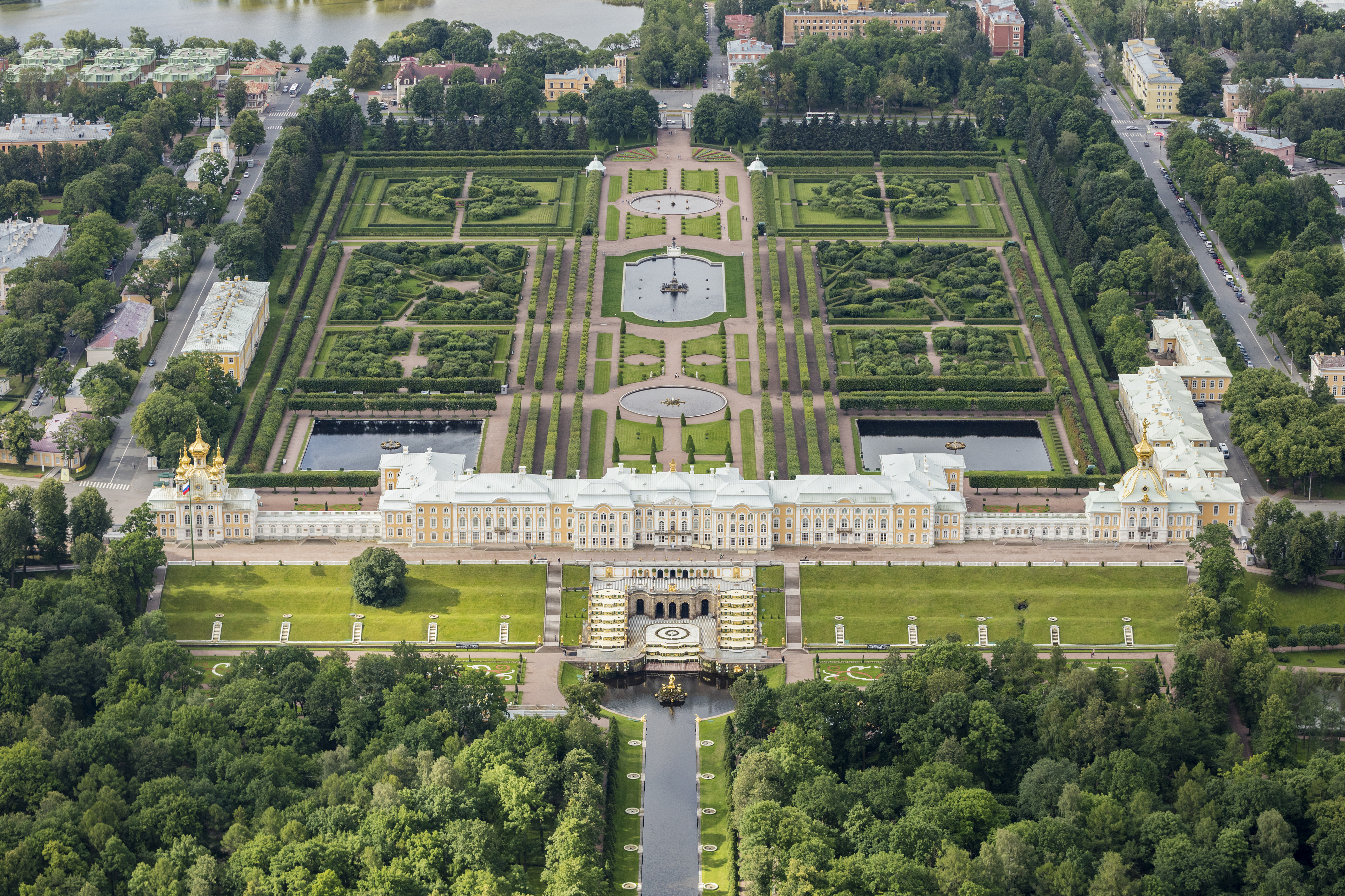
Верхний сад дворцово-паркового ансамбля «Петергоф».